# Witkopwatertiran
De witkopwatertiran (Arundinicola leucocephala) is een zangvogel uit de familie Tyrannidae (tirannen).

## Verspreiding en leefgebied
Deze soort komt voor van Colombia tot de Guyana's, zuidelijk Brazilië, noordelijk Argentinië en Trinidad.

## Status
De grootte van de populatie is niet gekwantificeerd maar de soort wordt omschreven als vrij algemeen. Op de Rode lijst van de IUCN heeft deze soort de status niet bedreigd.